# Jerzy Wojnar
Jerzy Wojnar detto Czarek (Leopoli, 7 ottobre 1930 – Varsavia, 2 febbraio 2005) è stato uno slittinista polacco.

## Biografia
Wojnar nacque a Leopoli, oggi in territorio ucraino ma all'epoca ricadente sotto i confini polacchi, e per la nazionale polacca gareggiò sia nel singolo che nel doppio.
Prese parte a due edizioni dei Giochi olimpici invernali, esclusivamente nel singolo: ad Innsbruck 1964, dove ebbe l'onore di sfilare come portabandiera per la delegazione polacca in occasione della cerimonia di apertura dei Giochi, concluse la gara al ventottesimo posto ed a Grenoble 1968 giunse ottavo, in quella che fu la sua ultima competizione a livello internazionale.
Ottenne tutti i suoi più importanti risultati ai campionati mondiali conquistando la medaglia d'oro nell'edizione casalinga di Krynica-Zdrój 1958 ed in quella di Girenbad 1961, nonché quella d'argento ancora a Krynica-Zdrój 1962 nel singolo uomini; nell'edizione di Garmisch-Partenkirchen 1960 ottenne il suo miglior risultato nel doppio, classificandosi quinto in coppia con Wlodzimierz Zrobik. Nelle rassegne continentali la sua prestazione migliore fu la quinta posizione a Schönau am Königssee 1967 nel singolo.

## Palmarès

### Mondiali
- 3 medaglie:
  - 2 ori (singolo a Krynica-Zdrój 1958; singolo a Girenbad 1961);
  - 1 argento (singolo a Krynica-Zdrój 1962).